# كليفتون س. غارفين
كليفتون س. غارفين (بالإنجليزية: Clifton C. Garvin)‏ هو مهندس أمريكي، ولد في 22 ديسمبر 1921 في بورتسموث في الولايات المتحدة، وتوفي في 17 أبريل 2016 في ايستون في الولايات المتحدة.

## روابط خارجية
- كليفتون س. غارفين على موقع مونزينجر (الألمانية)